# 32796 Ehrenfest
32796 Ehrenfest è un asteroide della fascia principale. Scoperto nel 1990, presenta un'orbita caratterizzata da un semiasse maggiore pari a 2,6595186 UA e da un'eccentricità di 0,1558865, inclinata di 12,82793° rispetto all'eclittica. È intitolato al fisico austriaco Paul Ehrenfest (1880-1933), noto soprattutto per i suoi contributi alla meccanica statistica.